# Championnat d'Italie de football de deuxième division 1978-1979
Navigation
Édition précédente Édition suivante
La saison 1978-1979 de Serie B, organisée par la Lega Calcio pour la trente-troisième fois, est la 47e édition du championnat de deuxième division en Italie. Les trois premiers sont promus directement en Serie A et les quatre derniers sont relégués en Serie C.
À l'issue de la saison, l'Udinese Calcio termine à la première place et monte en Serie A 1979-1980 (1re division), accompagné par le vice-champion, le Cagliari Calcio  et le troisième Pescara Calcio.
En raison de la réforme de la troisième division (Serie C) le nombre de clubs relégués passe à quatre équipes à partir de cette saison.

## Compétition
Le classement est établi sur le barème de points suivant :
- Victoire : 2 points
- Match nul : 1 points
- Défaite, forfait ou abandon du match : 0 point

La différence de buts départage les égalités de points dans la zone de relégation uniquement. 

### Classement
| Rang | Équipe           | Pts | J  | G  | N  | P  | Bp | Bc | Diff |
| ---- | ---------------- | --- | -- | -- | -- | -- | -- | -- | ---- |
| 1    | Udinese Calcio P | 55  | 38 | 21 | 13 | 4  | 52 | 22 | +30  |
| 2    | Cagliari Calcio  | 49  | 38 | 16 | 17 | 5  | 46 | 24 | +22  |
| 3    | Pescara Calcio R | 48  | 38 | 16 | 16 | 6  | 44 | 27 | +17  |
| 4    | AC Monza         | 48  | 38 | 16 | 16 | 6  | 39 | 20 | +19  |
| 5    | US Pistoiese     | 44  | 38 | 15 | 14 | 9  | 38 | 28 | +10  |
| 6    | US Lecce         | 43  | 38 | 14 | 15 | 9  | 33 | 33 | 0    |
| 7    | Palermo          | 41  | 38 | 11 | 19 | 8  | 38 | 34 | +4   |
| 8    | Brescia          | 39  | 38 | 11 | 17 | 10 | 41 | 41 | 0    |
| 9    | UC Sampdoria     | 36  | 38 | 9  | 18 | 11 | 37 | 39 | -2   |
| 10   | Ternana Calcio   | 36  | 38 | 8  | 20 | 10 | 33 | 39 | -6   |
| 11   | Sambenedettese   | 36  | 38 | 9  | 18 | 11 | 35 | 42 | -7   |
| 12   | Genoa 1893 R     | 35  | 38 | 11 | 13 | 14 | 34 | 35 | -1   |
| 13   | AC Cesena        | 35  | 38 | 9  | 17 | 12 | 27 | 29 | -2   |
| 14   | S.P.A.L. P       | 35  | 38 | 9  | 17 | 12 | 34 | 37 | -3   |
| 15   | Tarente Sport    | 35  | 38 | 7  | 21 | 10 | 25 | 30 | -5   |
| 16   | AS Bari          | 35  | 38 | 6  | 23 | 9  | 29 | 36 | -7   |
| 17   | US Foggia R      | 33  | 38 | 8  | 17 | 13 | 39 | 45 | -6   |
| 18   | AC Nocerina P    | 29  | 38 | 8  | 13 | 17 | 24 | 39 | -15  |
| 19   | Rimini Calcio    | 24  | 38 | 3  | 18 | 17 | 17 | 39 | -22  |
| 20   | Varèse Calcio    | 24  | 38 | 6  | 12 | 20 | 29 | 55 | -26  |

|  | Promotion en Serie A                        |
|  | Relégation en Serie C                       |
|  | P : Promu de Serie C R : Relégué de Serie A |

- En fin de saison, Pescara Calcio et l'AC Monza étant à égalité de points un match de barrage est nécessaire pour désigner le troisième promu. Pescara remporte le match 2 à 0 sur terrain neutre et retourne en Serie A un an après.